# IC 1695
IC 1695 је галаксија у сазвјежђу Рибе која се налази на листи објеката дубоког неба у Индекс каталогу.
Деклинација објекта је + 8° 41' 57" а ректасцензија 1h 25m 7,5s. Привидна величина (магнитуда) објекта IC 1695 износи 14,0 а фотографска магнитуда 15,0. IC 1695 је још познат и под ознакама UGC 977, MCG 1-4-55, CGCG 411-54, PGC 5245.